# Ignatius Meurer

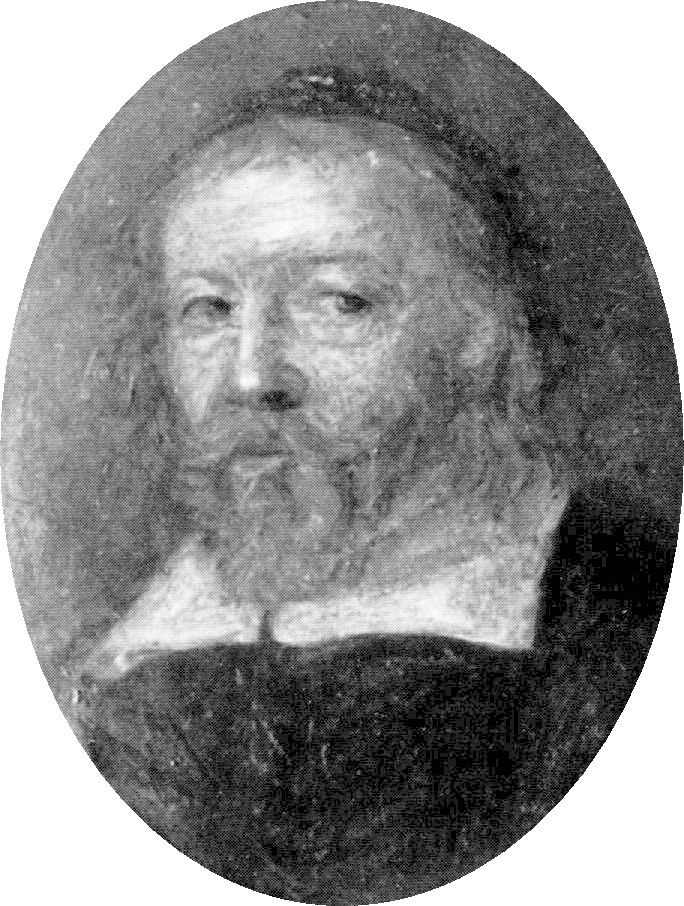
Ignatius Meurer.

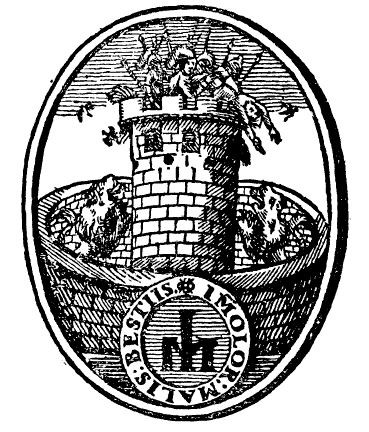
Meurers boktryckarmärke.

Ignatius Meurer, född 24 april 1586 i Bad Blankenburg, Thüringen, död 26 mars 1672 i Stockholm, var en boktryckare, verksam i Sverige från 1609 till sin död.

## Biografi
Efter att i sin ungdom ha studerat juridik vid universitetet i Erfurt sadlade Meurer om och utbildade sig till boktryckare i Rostock 1605–1608. Han reste därefter till Sverige och fick 1609 anställning vid det enda boktryckeriet som fanns i Sverige vid 1600-talets början, Kungliga tryckeriet, då ägt av Andreas Gutterwitz. Ungefär vid tiden för Meurers ankomst till Sverige fick detta tryckeri konkurrens av ett annat, grundat av Anund Olofsson Helsing på initiativ av hertig Karl, sedermera Karl IX. Planen var att Helsing skulle utge en ny bibel men han hann knappt börja arbetet med att bygga upp en tryckeriverksamhet då han avled 1610. Efter hans död försökte änkan Christina Klinck driva tryckeriet vidare och anställde då Meurer som "mästersven". De gifte sig 1613 och Meurer övertog då Helsings tryckeri i sitt eget namn och fick 1614 privilegiebrev för att driva tryckeriverksamhet i Stockholm.
Meurers tryckeri blev snart känt för sina utmärkta trycksaker och Meurer utvidgade sitt verksamhetsområde genom att även starta eget bokförlag. Av olika skäl kom det att dröja ända till 1655 innan den planerade nya bibelutgåvan kom av trycket men Meurer utgav många andra kända böcker, bland annat Johannes Magnus Svea och Götha crönika (1620) och Livius stora verk om Roms historia (1626). Meurer utgav också den tidens kioskvältare almanackan årligen 1613–1665.
Meurers tryckeri var först i Sverige med flera nymodigheter. Han utgav en bok på samiska (1619) och hans utgåva av Stadslagen (1628) är den första bok på svenska som är tryckt med antikva. Även den första tidningen i Sverige Ordinari Post Tijdender som började utkomma 1645 trycktes av Meurer. Han lär ha varit den förste som använde ch i den svenska konjunktionen och, vilket för övrigt är helt fel eftersom denna stavning återfinns redan i medeltida handskrifter.
Ignatiigränd i Gamla stan, Stockholm är uppkallad efter honom. Han ägde fastigheten Västerlånggatan 22 i kvarteret Eurydice som ligger norr om gränden. Här hade han bostad och sitt tryckeri.